# Matthijs Jacobs
Matthijs Jacobs (1683-1748) was rentmeester in de Limburgse plaats Zonhoven.
In schriften schreef Jacobs belangwekkende gebeurtenissen in Zonhoven op. De schriften werden in 2010 op het Rijksarchief te Hasselt ontdekt, maar waren door het verouderde Nederlands niet makkelijk te ontcijferen. Uit de kroniek blijkt onder andere dat het dorp Zonhoven op 5 en 6 februari in 1716 door zware overstromingen getroffen werd. Terechtstellingen op de Bolderberg werden beschreven door Jacobs. De heemkundige kring van Zonhoven liet alles vertalen en bewerken.